# الفصول (ألبوم يونا)
الفصول (بالإنجليزية: Chapters)‏ هو ثالث ألبوم استوديو دولي (الإصدار السادس بشكل عام) للمغنية وكاتبة الأغاني والممثلة الماليزية، يونا، والذي تم إصداره في 20 مايو 2016، من خلال Verve Records. الألبوم هو متابعة لألبومها الاستوديو الدولي الثاني Nocturnal (2013)، ويتميز بظهور ضيوف من أشر وجيني أيكو. شقت Chapters طريقها إلى قائمة أفضل 10 ألبومات R&B لعام 2016 وفقًا لمجلة Billboard: اختيارات النقاد وأفضل 20 ألبوم R&B لعام 2016 وفقًا لمجلة Rolling Stone.

## قائمة الأغاني

### الفصول– الطبعة القياسية[1]
1. Mannequin (عارضة أزياء)
2. Lanes (الممرات)
3. Crush (معجب)
4. Unrequited Love (الحب بلا مقابل)
5. Best Love (أفضل حب)
6. Used to Love You (كنت أحبك)
7. Too Close (قريب جدًا)
8. Best of Me (أفضل ما عندي)
9. Your Love (حبك)
10. All I Do (كل ما أفعله)

### الفصول– الإصدار الفاخر (المسارات الإضافية)
1. Places to Go (أماكن للذهاب)
2. Poor Heart (قلب فقير)
3. Time (وقت)